# Formica postoculata
Formica postoculata är en myrart som beskrevs av Kennedy och Richard William George Dennis 1937. Formica postoculata ingår i släktet Formica och familjen myror. Inga underarter finns listade i Catalogue of Life.

## Bildgalleri

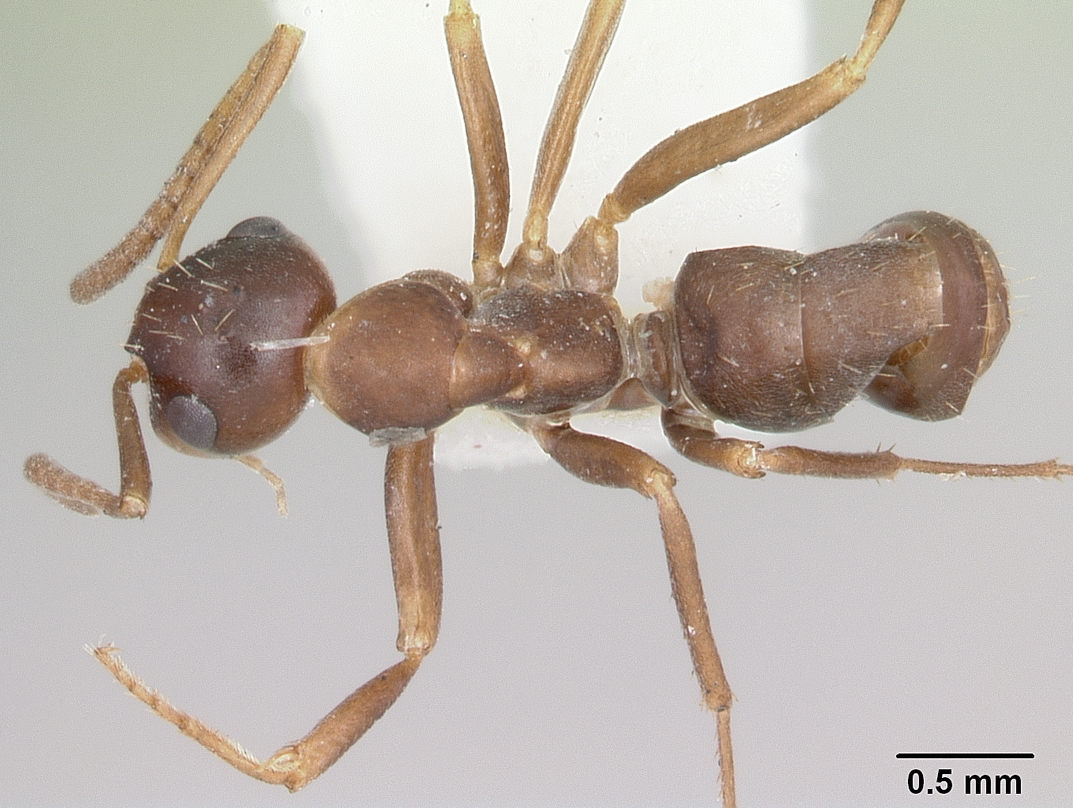
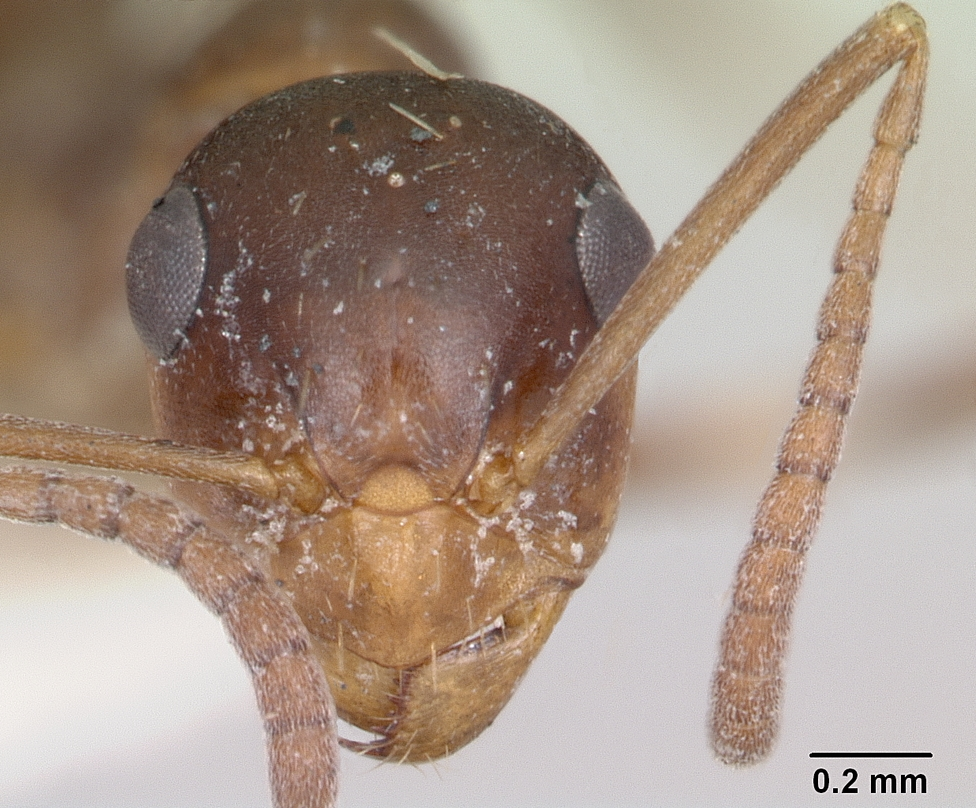
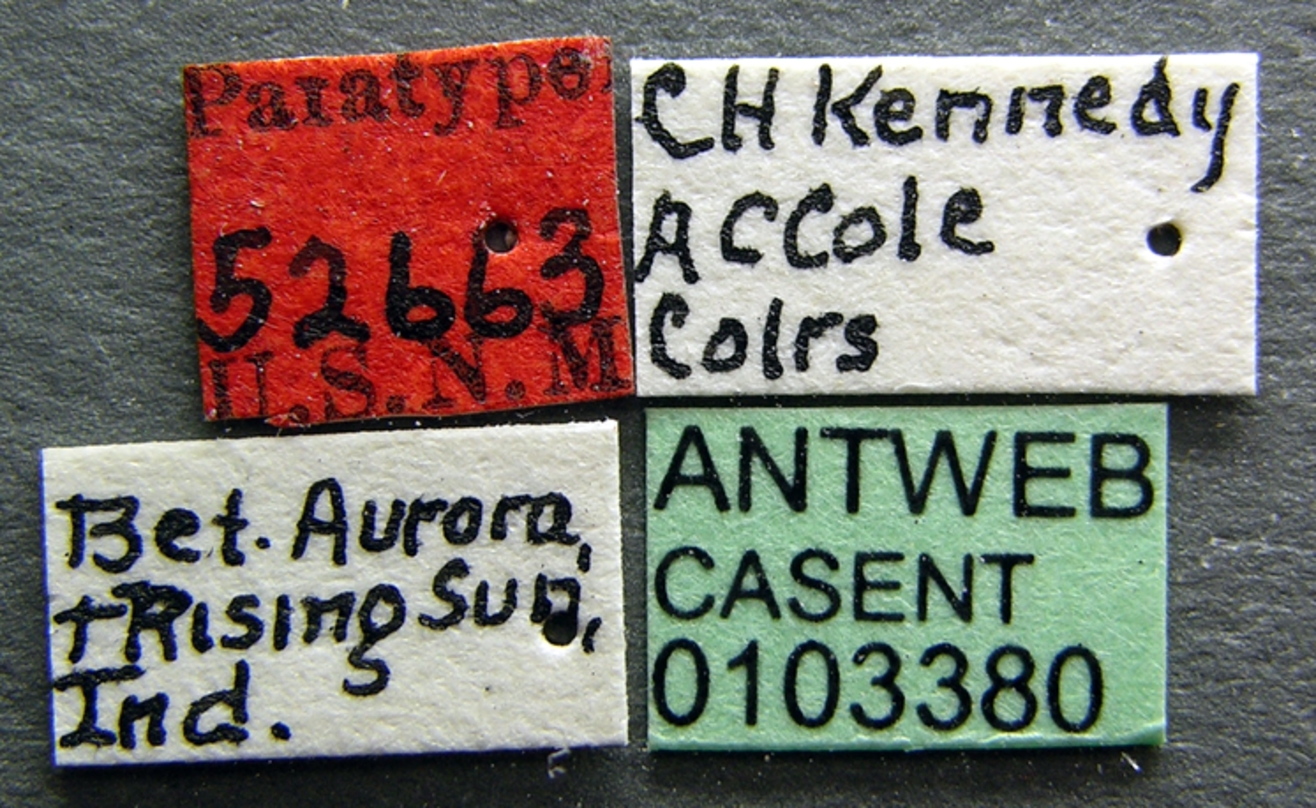
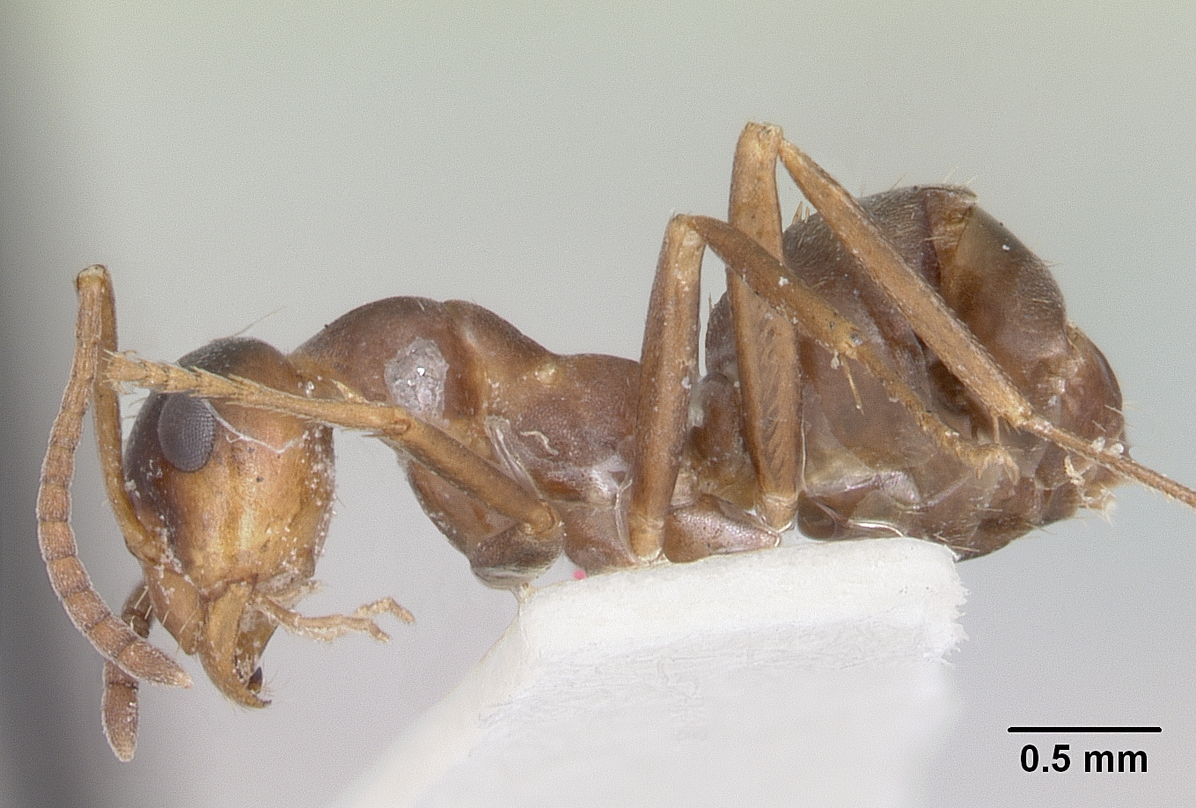
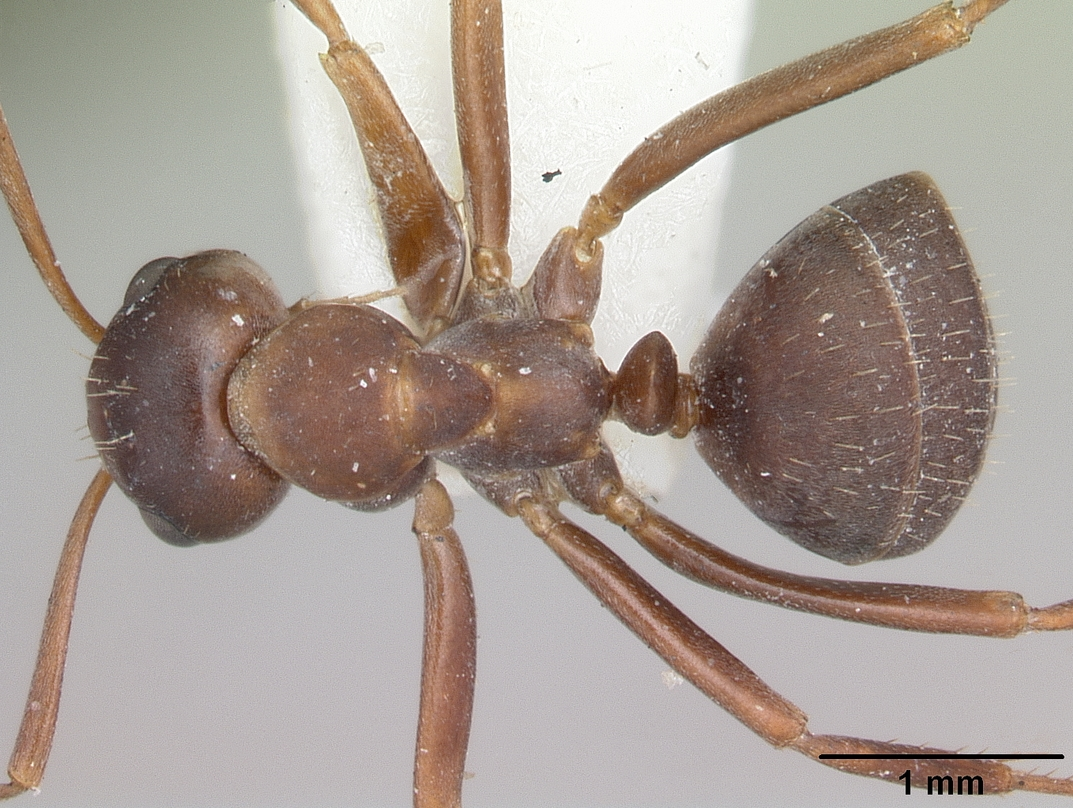
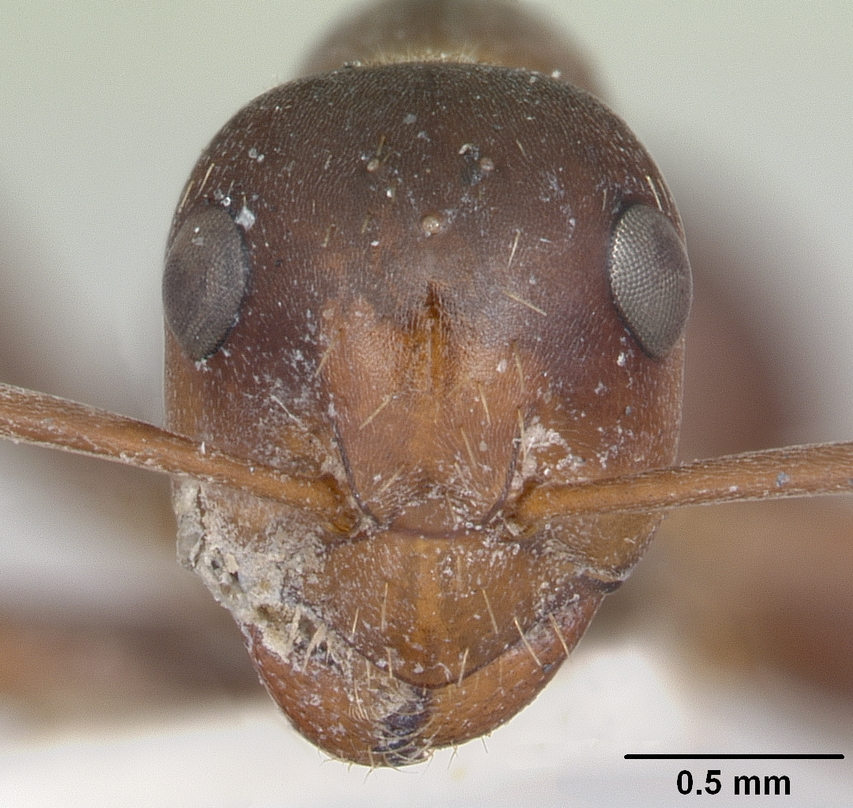